# Архангел Михаил (ярославская икона XIII века)
«Архангел Михаил» — икона XIII века из Ярославля, изображающая Архангела Михаила.

## Происхождение
Храмовый образ из ярославской церкви Архангела Михаила на Которосли, построенной в 1216 году великим князем Владимирским Константином Всеволодовичем и возобновлённой около 1300 года княгиней Анной, женой ярославского князя Фёдора Ростиславовича Чёрного. Написание иконы связывают с одним из этих событий и датируют временем около 1300 года

Храмовый образ Св. Архистратига Михаила замечательный по глубокой древности и отличному от подобных икон стилю письма и самой одежды Архистратига: риза на нём серебряная, устроена в 1808 году, но венец и цата старые, серебряные, вызолочены и украшены каменьями и жемчугом.— Семён Серебренников, историк, 1851
Подобно другим ценнейшим древностям Ярославской земли, при послереволюционном разграблении городских храмов икона была изъята и увезена в Третьяковскую галерею. Сохранность относительно хорошая, много потёртостей красочного слоя. Вставка нового левкаса в верхней и нижней части доски.

## Описание
Архангел Михаил изображён на иконе триумфатором. Расположен строго фронтально, в рост, лицо задумчиво, лишено всякой воинственности. На архангеле императорские одежды — длинный дивитисий (далматик) и киноварный плащ победителя, препоясан на плечах и груди широким лором, украшенным самоцветами и жемчугом, на ногах красные сапоги. В правой руке архангел держит красное мерило с эмалевым навершием, а в левой — зерцало с образом Спаса Эммануила (сохранился лишь контур). Согласно С. И. Масленицыну, крылья Михаила расправлены горделиво, лицо озарено отсветами победного пламени. Большой золотой нимб декорирован орнаментом: наколотыми по левкасу крестами в кругах. С. И. Масленицын отмечает, что первоначально фигура чётко выделялась на белом фоне средней части иконы, отделённой от полей широкой киноварной полосой.
Приёмами письма, трактовкой образа, колоритом икона близка памятникам живописи Северо-Восточной Руси первой половины XIII века: так, есть общее с изображением князя на миниатюре из Учительного Евангелия; архангелами на заставке в книге «Апостол» 1220 года; с рисунком неизвестного святого в росписи 1230—1233 годов, выполненной в Рождественском соборе в Суздале. По мнению В. Г. Пуцко, икона ориентирована на более ранний элитарный образец. Яркая раскраска, по мнению В. Н. Лазарева, «напоминает весёлый колорит позднейших ярославских росписей. Особенно характерен интенсивный зеленоватый санкирь лица с наложенным поверх него красноватым румянцем».